# واين أوسوليفان
واين أوسوليفان (بالإنجليزية: Wayne O'Sullivan)‏ (25 فبراير 1974 في المملكة المتحدة - ) هو لاعب كرة قدم أيرلندي في مركز الوسط. شارك مع منتخب جمهورية أيرلندا تحت 21 سنة لكرة القدم. أما مع النوادي، فقد لعب مع سنترال كوست مارينرز وسويندون تاون وكارديف سيتي وليك ماكوياري أفسي ونادي بليموث أرجايل ونادي سيدني أوليمبيك ونادي غيلانغ إنترناشونال وNorth West Sydney Spirit FC ‏ وباراماتا باور ‏.

## وصلات خارجية
- واين أوسوليفان على موقع قاعدة بيانات كرة القدم.إي يو (الإنجليزية)
- واين أوسوليفان على موقع Soccerway.com (الإنجليزية)
- واين أوسوليفان على موقع عالم كرة القدم.نت (الإنجليزية)